# 212

## Události
- Nařízením císaře Caracally (Constitutio Antoniniana) bylo uděleno římské občanské právo všem svobodným obyvatelům římské říše.

## Úmrtí
- popraven; Aemilius Papinianus, římský právník (* okolo 146)

## Hlavy států
- Papež – Zefyrinus (197/201–217)
- Římská říše – Caracalla (211–217)
- Parthská říše – Vologaisés VI. (207/208–227/228)
- Kušánská říše – Vásudéva I. (190–230)
- Čína, dynastie Chan (206 př. n. l. – 220 n. l.) – císař Sien-ti (189–220)
- Japonsko (region Jamataikoku) – královna Himiko (175–248)